# Condensador (transferência de calor)
Em sistemas envolvendo transferência de calor, um condensador é um dispositivo ou unidade usada para condensar uma substância de seu estado gasoso para o líquido, normalmente por esfriá-lo. Ao fazê-lo, o calor latente é cedido pela substância, e irá se transferir para o resfriamento do condensador. Condensadores são tipicamente trocadores de calor, os quais têm diversos projetos e apresentam-se em muitos tamanhos, variando desde relativamente pequenos (portáteis) a unidades industriais muito grandes usadas em processos em plantas industriais.